# الهول
الهول (به عربی: الهول) یک منطقهٔ مسکونی در سوریه است که در استان حسکه واقع شده‌است. الهول ۳٬۴۰۹ نفر جمعیت دارد و ۴۵۲ متر بالاتر از سطح دریا واقع شده‌است.